# Nagy szám
A Nagy számban Kovács Patrícia műsorvezetésével népszerű sztárok mutatkoznak be eddig ismeretlen oldalukról, egy számukra fontos és meghatározó zeneszámon keresztül. Egy adáson belül két sztár életútját kísérhetjük végig számtalan izgalmas epizódon át, amelyek egy számukra fontos és meghatározó zeneszám köré épülnek.

## Epizódok
| Évad | Évad | Részek száma | Részek száma | Eredeti sugárzás | Eredeti sugárzás  | Eredeti adó |
| Évad | Évad | Részek száma | Részek száma | Évadbemutató     | Évadzáró          | Eredeti adó |
| ---- | ---- | ------------ | ------------ | ---------------- | ----------------- | ----------- |
|      | 1.   | 9            | 9            | 2021. március 3. | 2021. április 28. |             |

## Vendégek
| Adás | Időpont     | Vendég         | Dal                                                 |
| ---- | ----------- | -------------- | --------------------------------------------------- |
| 1.   | március 3.  | Liptai Claudia | Bella Ciao (népdal)                                 |
| 1.   | március 3.  | Fluor Tomi     | Látok (Deego)                                       |
| 2.   | március 10. | Pataky Attila  | Inog a világ (EDDA Művek)                           |
| 2.   | március 10. | Puskás Péter   | Gyémánt (Kimnowak)                                  |
| 3.   | március 17. | Istenes Bence  | Ajándék (Piramis)                                   |
| 3.   | március 17. | Barabás Éva    | Apám hitte (Zorán)                                  |
| 4.   | március 24. | Szellő István  | Tavaszi szél vizet áraszt                           |
| 4.   | március 24. | Miller Dávid   | Sign of the Times (Harry Styles)                    |
| 5.   | március 31. | Csuja Imre     | Mit tehetnék érted (Bródy János)                    |
| 5.   | március 31. | Járai Máté     | Padam Padam (Edith Piaf)                            |
| 6.   | április 7.  | Nagy Ervin     | Miénk itt a tér (LGT)                               |
| 6.   | április 7.  | Hajós András   | Last Christmas (George Michael)                     |
| 7.   | április 14. | Korda György   | Szeress úgy is, ha rossz vagyok. (Kaszás Péter)     |
| 7.   | április 14. | Feke Pál       | Márti dala (Anna and the Barbies)                   |
| 8.   | április 21. | Scherer Péter  | Dal a ravaszdi Shakespeare Williamről. (Cseh Tamás) |
| 8.   | április 21. | Trokán Nóra    | Senkim már (Claude Michel Schönberg feldolgozás)    |
| 9.   | április 28. | Falusi Mariann | Halleluja (Leonard Cohen feldolgozás)               |
| 9.   | április 28. | Balogh Levente | Micimackó (Koncz Zsuzsa)                            |